# Osoblaha (řeka)
Osoblaha (německy Hotzenplotz (na dřívější pruské části toku) nebo Ossa (na dřívější rakouské části), polsky Osobłoga) je levostranný přítok řeky Odry. Nachází se v okrese Bruntál v Moravskoslezském kraji v Česku a na polském území protéká Opolským vojvodstvím. Délka toku činí 65,5 km. Plocha povodí měří 993,3 km².

## Průběh toku
Řeka pramení ve Zlatohorské vrchovině na severních svazích Kutného vrchu (866 m) v nadmořské výšce 715 m, dříve byl uváděn pramen na svahu Biskupské kupy pod názvem Petrovický potok (německy Petersbach) a název řeky Osoblaha se uváděl teprve od spojení s Mušlovem (německy Muschelbach) u Pitárného. Nejprve její tok směřuje na severovýchod. Protéká Petrovicemi, Janovem a Jindřichovem, kde se říčka stáčí na východ. Níže po proudu nad obcí Bohušov se obrací na sever a teče při česko-polské hranici. Dále protéká Osoblahou, pod níž ji zleva posiluje řeka Prudník (polsky Prudnik). Pod tímto soutokem opouští území Česka v nadmořské výšce 203 m v k. ú. Studnice u Osoblahy. V Polsku teče převážně severovýchodním směrem. Protéká vsí Racławice Śląskie (poblíž je nad řekou visutý železniční most) a městem Horní Hlohov. U města Krapkowice se vlévá do řeky Odry.

### Větší přítoky
- zleva – Karlovský potok, Lesný potok, Prudník, Biała
- zprava – Svinný potok, Mušlov, Liptaňský potok, Povelický potok, Lužná, Hrozová (polsky potok Grozowy[5][6] popř. Ciekłec,[7] německy Große Bach, dříve Hrozovský potok,[8] v historiografické literatuře zvaný Grosský potok[9]) s levým přítokem potokem Trója[10][11] (někdy se název potoka Trója považuje za synonymum názvu potoka Hrozová;[12] polsky Troja nebo Wielki Potok[7]) vtékajícím do Hrozové za Dobieszowem a s pravým přítokem Matějovickým potokem (polsky Maciejowicki Potok).

## Vodní režim
Průměrný průtok na česko-polské hranici činí 2,08 m³/s.
| Místo    | Říční km | Plocha povodí | Průměrný průtok (Qa) | Stoletá voda (Q100) |
| -------- | -------- | ------------- | -------------------- | ------------------- |
| Osoblaha | 4,00     | 200,97 km²    | 1,22 m³/s            | 175,0 m³/s          |

## Fotogalerie

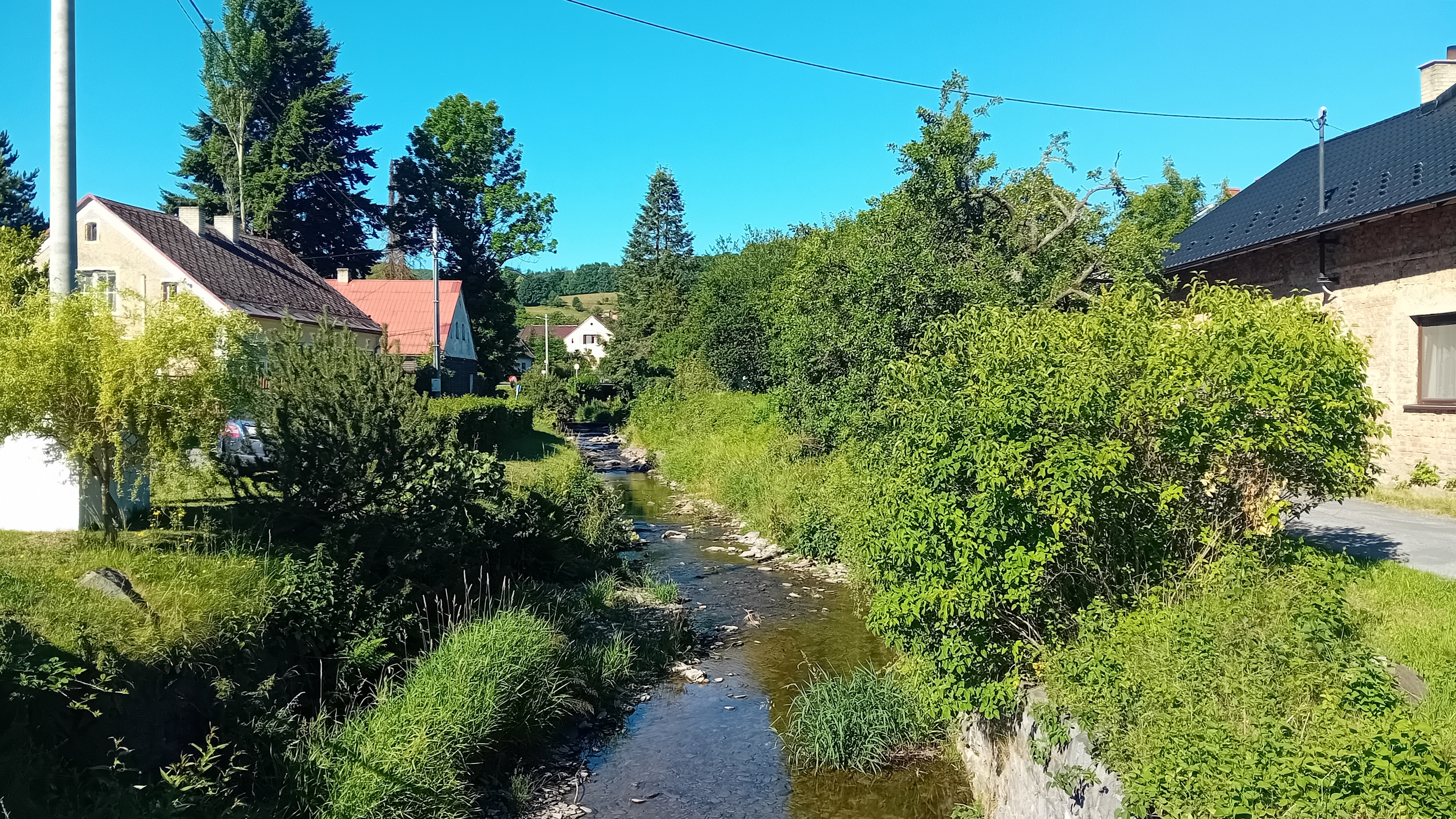
Osoblaha v Janově
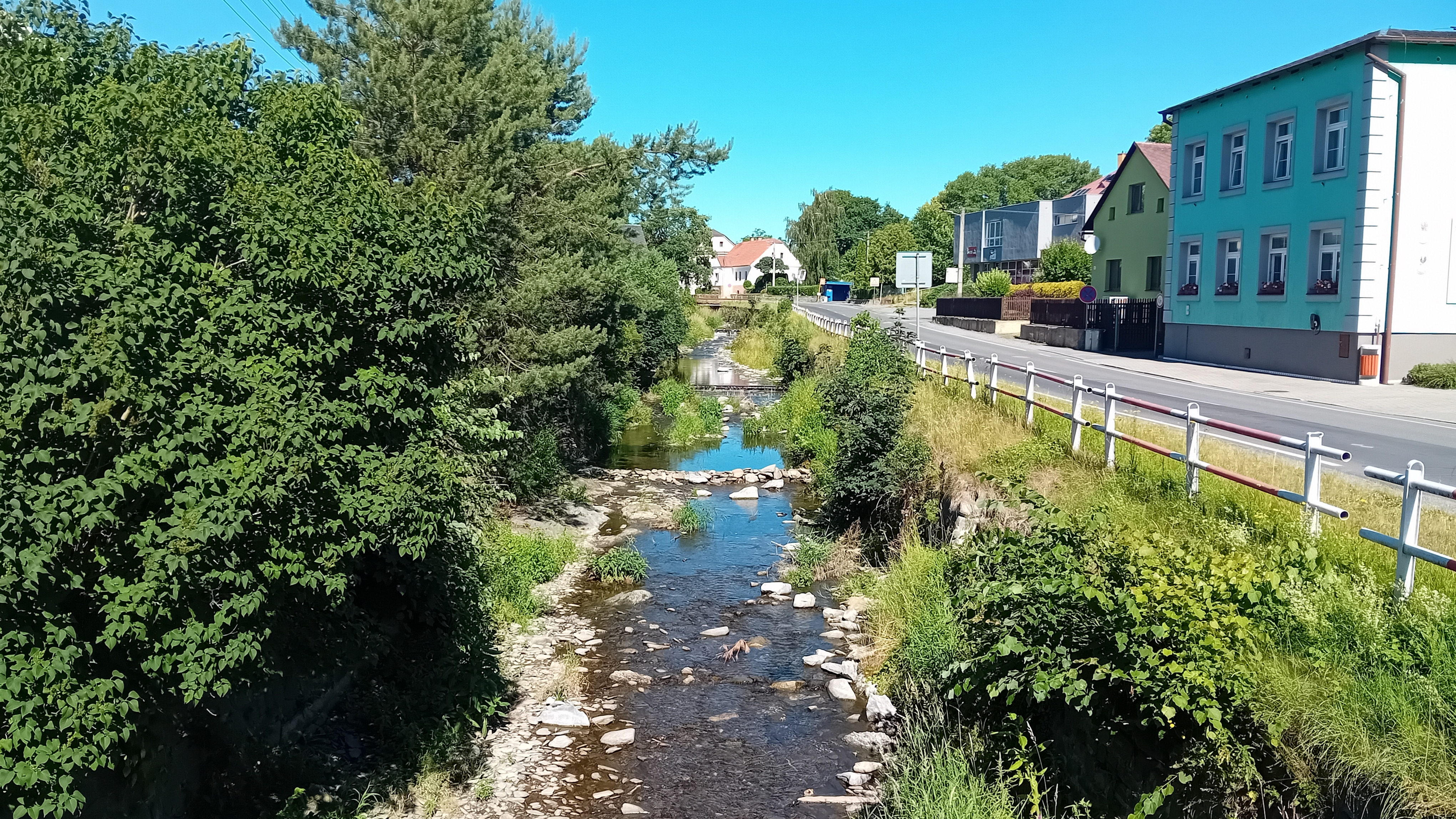
Osoblaha v Jindřichově
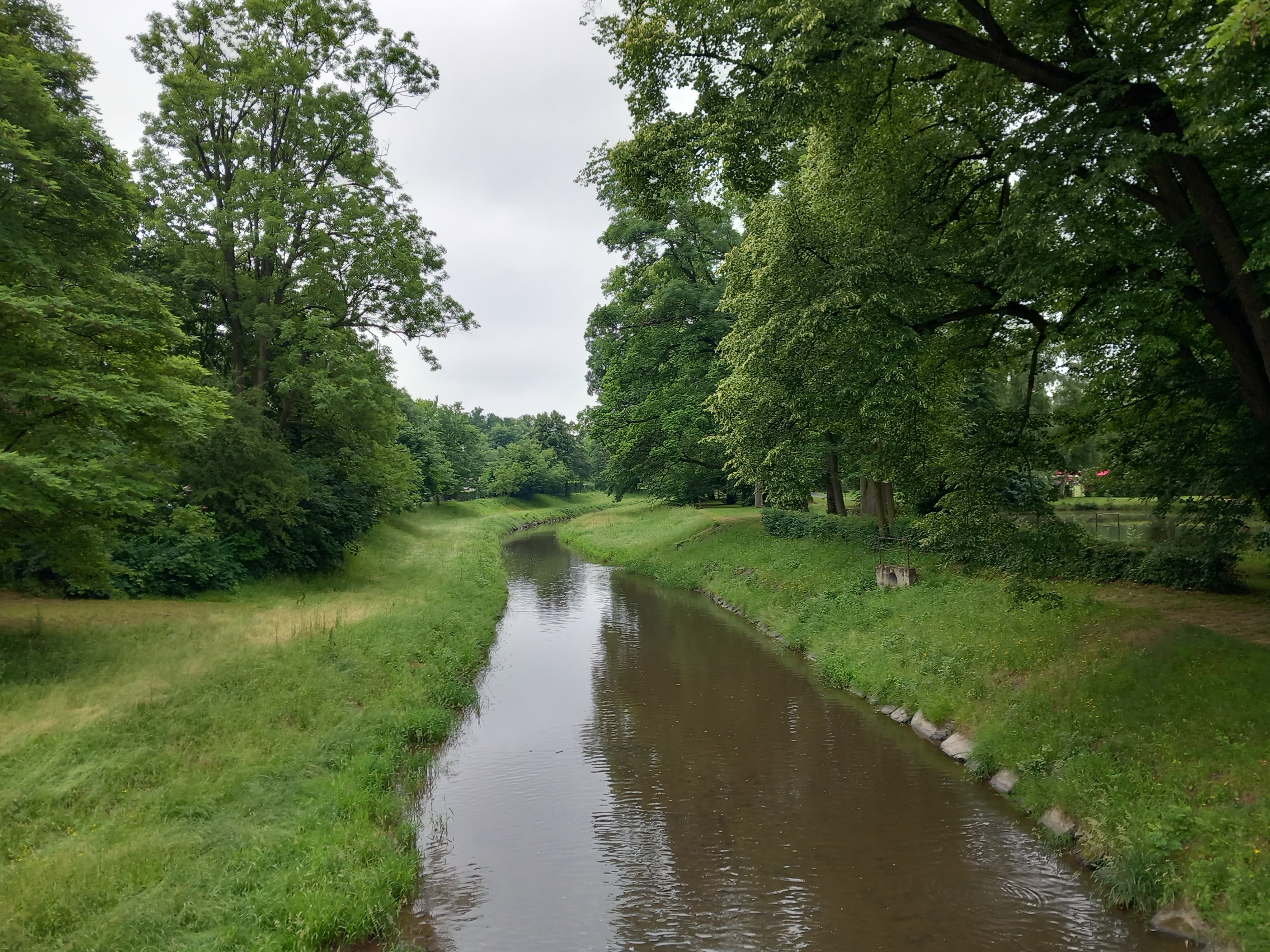
Osoblaha v Osoblaze